# دوریس فیشر
دوریس فیشر (انگلیسی: Doris F. Fisher؛ زادهٔ ۱۹۳۱) یک کارآفرین اهل ایالات متحده آمریکا است. وی به همراه شوهرش کمپانی معروف لباس گپ اینکورپوریتد را پایه‌گذاری کرد. وی توسط مجله فوربس یکی از صد زن قدرتمند جهان نام برده شده‌است.